# Proxy (estadística)
Un Proxy, o una variable indirecta, en estadística, és una variable que no és directament rellevant en si mateixa, però que serveix com a substitut d'una variable difícilment observable. Perquè una variable sigui una bona proxy, ha de tenir una correlació estreta, no necessàriament lineal, amb la variable d'interès. Aquesta correlació pot ser positiva o negativa.
La variable proxy ha de relacionar-se amb una variable no observada, ha de correlacionar-se amb la pertorbació i no ha de correlacionar-se amb els regressors un cop controlada la pertorbació.

### Exemples
En ciències socials, sovint es requereixen mesures indirectes per substituir variables que no es poden mesurar directament. Aquest procés de substitució també es coneix com a operacionalització. El producte interior brut (PIB) per càpita s'utilitza sovint com a indicador de les mesures del nivell de vida o la qualitat de vida. Montgomery et al. examinen diversos indicadors utilitzats i assenyalen les limitacions de cadascun, afirmant que "als països pobres, no es pot esperar que cap mesura empírica mostri totes les facetes del concepte d'ingressos. El nostre criteri és que el consum per adult és la millor mesura entre les recollides en enquestes transversals".
Frost enumera diversos exemples de variables intermediaris:
| Variable proxy                 | Variable no observada         |
| ------------------------------ | ----------------------------- |
| Amplada dels anells de l'arbre | Clima històric                |
| PIB per càpita                 | Qualitat de vida              |
| Índex de massa corporal        | Percentatge de greix corporal |
| Anys d'educació                | Intel·ligència                |
| Qualificacions                 | Intel·ligència                |
| Creixement en alçada           | Nivells hormonals             |